# 欧洲空间研究与技术中心
欧洲空间研究与技术中心（英語：European Space Research and Technology Centre）是欧洲空间局的航天和空间技术的主要技术发展与测试中心。它位于荷兰西部南荷兰省诺德韦克。
在ESTEC有约2500名工程师，技术员以及科学家忙于任务设计、航天器以及空间技术。ESTEC提供了拓展型测试设备以校验航天器的适当运行，如大型空间模拟器（Large Space Simulator）(LSS)，声学和电磁测试架（acoustic and electromagnetic testing bays），多轴振动台（multi-axis vibration tables）以及ESA推进实验室（ESA Propulsion Laboratory）(EPL)。在ESA发射的几乎所有设备在发射前都会在ESTEC进行某种程度的测试。
Space Expo是ESTEC的参观者中心。它是一个永久性的有关空间探测（space exploration）的展览。

## 活动
- 未来任务评估(Future mission assessment)
- 当前项目支持(Current project support)
- 测试中心(Test Center)
- 运行(Operations)